# Stanisław Modzelewski
Stanisław Modzelewski (ur. 15 marca 1929 w Szczepankowie, zm. 13 listopada 1969 w Warszawie) – polski seryjny morderca, zwany Wampirem z Gałkówka, stracony za siedem zabójstw.

## Życiorys
Syn Aleksandra i Heleny Modzelewskich, ukończył tylko trzy klasy szkoły podstawowej. Żonaty, z zawodu kierowca, pracował w Warszawie.
W latach 1952–1956 i w 1967 roku dokonał siedmiu morderstw oraz sześciokrotnie usiłował popełnić zabójstwo. W śledztwie przyznał się do zabójstwa ośmiu kobiet. Ósmego morderstwa, popełnionego w Łodzi, nie potrafiono mu jednak udowodnić (pomimo przyznania się) z powodu braku ciała ofiary. Tajemnicza ósma ofiara Modzelewskiego miała zostać zamordowana pomiędzy ostatnią szóstą ofiarą serii z Gałkówka (województwo łódzkie), a ostatnią ofiarą mordercy znalezioną w Warszawie. Swoje ofiary bił i torturował.

## Modus operandi
Modzelewski mordował kobiety w przedziale wiekowym od 18 do 87 lat, dusząc je gołymi rękoma lub szalikiem. Ofiarom zabierał zarówno wartościowe, jak i drobne, bezużyteczne przedmioty, które później wyrzucał. Wykazywał się szczególnym okrucieństwem. Morderstwa miały charakter seksualny, dolne partie ciała zamordowanych kobiet były obnażone, a sposób ułożenia zwłok sugerował dokonanie penetracji narządów rodnych ofiary. Modzelewski był sadystą, jednak nie stwierdzono jednoznacznie, czy pastwił się nad ofiarą przed czy po jej śmierci. Przyczyną zachowań mordercy było zaspokojenie seksualne, które osiągał, odbierając życie swoim ofiarom.

## Śledztwo

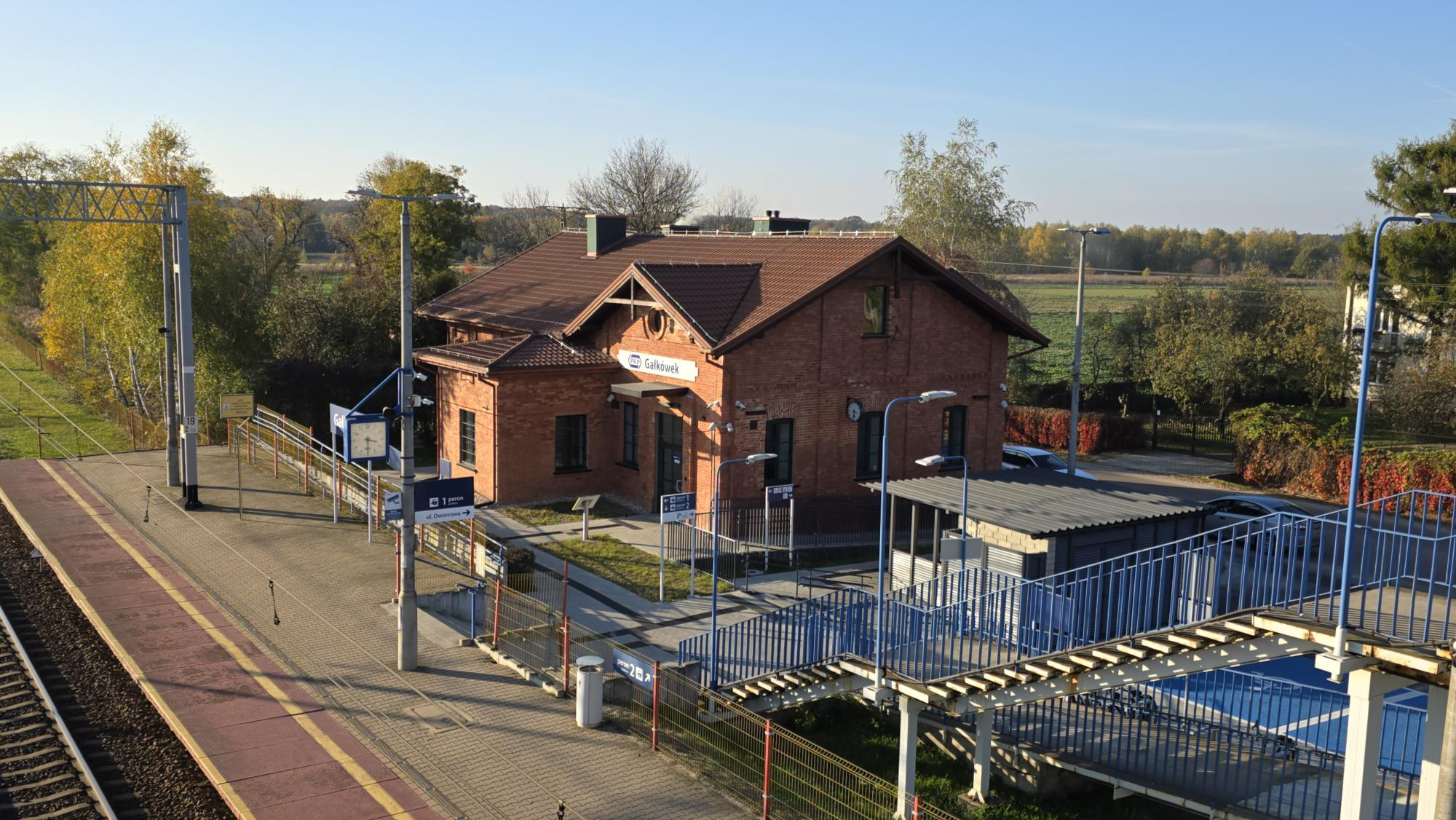
Stacja kolejowa Gałkówek, w pobliżu której wampir dokonywał napadów

Śledztwo nad morderstwami wampira (tak prasa i okoliczna ludność zaczęły nazywać sprawcę) dokonanymi w Gałkówku i okolicach prokuratura w Łodzi umorzyła w 1957. Pomimo intensywnego śledztwa od początku wysiłki milicji zostały skierowane na zły tor. Ponieważ zbrodnie w większości popełnione były niedaleko torów kolejowych, a kilka kobiet, które przeżyły atak wampira zeznało, że sprawca był w mundurze, założono, że morderca jest pracownikiem PKP. Sprawcy nie udało się wykryć. Pozostał strach wśród okolicznej ludności.
Do sprawy powrócono po 10 latach z powodu morderstwa dokonanego w Warszawie. Szybko wytypowano podejrzanego o morderstwo Marii Gałeckiej. Był nim jej były sąsiad Stanisław Modzelewski, z którym staruszka w przeszłości miała wiele zatargów. Dwa lata wcześniej groził jej śmiercią. Modzelewskiego aresztowano 24 września 1967 roku o 4:30 nad ranem we wsi Patoki, gdzie przebywał wraz z żoną i szwagrem pod adresem Patoki 58. Nie zdziwił się widząc aresztujących go uzbrojonych milicjantów. Podczas przesłuchań zaczął opowiadać o tym, że odbywał kiedyś służbę wojskową w leśnym garnizonie w Gałkówku. Był kierowcą i łatwo poruszał się po terenie. Przyznał się do drugiego morderstwa, jak się okazało Józefy Pietrzykowskiej. Śledczy słuchali mrocznej opowieści Modzelewskiego o tym, jak napadał na kobiety w mundurze wojskowym. Znał bardzo dobrze teren, powracał tam również po odbyciu służby wojskowej dokonując kolejnych morderstw. Według niego ofiary zawsze po pewnym czasie wstawały i odchodziły. W kolejnych etapach śledztwa przyznał, że było jednak inaczej i szczegółowo opisał serię morderstw przypisanych „Wampirowi z Gałkówka”. Bez emocji opowiadał o mrożących krew w żyłach wydarzeniach. Podczas wizji lokalnych dokładnie pokazał miejsca zbrodni. Obrońca z urzędu Modzelewskiego, mecenas Juliusz Leszczyński, po zapoznaniu się z aktami sprawy uznał, że tylko uznanie za niepoczytalnego uratuje jego klienta od szubienicy.

## Proces i kara
Stanisławowi Modzelewskiemu postawiono zarzut dokonania siedmiu zabójstw i usiłowania czterech kolejnych morderstw. Oskarżono go również o nielegalne posiadanie broni – rewolweru. Sąd wojewódzki w Łodzi skazał oskarżonego wyrokiem z dnia 5 lutego 1969 roku na karę śmierci. Ponieważ powstały dwie wykluczające się opinie psychiatrów, jedna, stwierdzająca, że Stanisław Modzelewski w chwili popełniania czynów był w pełni władz umysłowych, druga, że był niepoczytalny było to podstawą rewizji wniesionej dnia 2 kwietnia 1969 roku przez obronę do Sądu Najwyższego. Sąd Najwyższy w Warszawie po rozpatrzeniu rewizji w dniu 4 lipca 1969 roku odrzucił wniosek o powołanie innych biegłych psychiatrów i seksuologów i wyrokiem z dnia 7 lipca 1969 roku wyrok kary śmierci podtrzymał. 29 października 1969 roku Rada Państwa nie skorzystała z prawa łaski. Wyrok przez powieszenie wykonano w listopadzie 1969 roku w mokotowskim więzieniu przy ulicy Rakowieckiej 37 w Warszawie.
Z zeznań Stanisława Modzelewskiego:
„…ja nie zwracałem uwagi na jej wiek, lub na wygląd zewnętrzny, aby tylko była kobieta…rozróżniałem to, że nie jest mężczyzną lub dzieckiem, które ma dziesięć lat, bo to już było widać, małe…gdy zauważyłem samotną kobietę, to jeszcze nie doszłem, a trzęsłem się jak liść, traciłem panowanie i co robiłem to nie wiem…mnie nie robiło różnicy czy kobieta jest w starszym wieku czy młoda…”

## Ofiary Modzelewskiego
| Lp. | Ofiara                    | Wiek | Data morderstwa  | Miejsce morderstwa |
| --- | ------------------------- | ---- | ---------------- | ------------------ |
| 1.  | Józefa Pietrzykowska      | 67   | 17 lipca 1952    | Gałkówek           |
| 2.  | Maria Kunka               | 32   | 27 grudnia 1952  | Modlica            |
| 3.  | Teresa Piekarska          | 21   | 28 lutego 1953   | Starowa Góra       |
| 4.  | Irena Bernadetta Dunajska | 24   | 2 stycznia 1955  | Gałkówek           |
| 5.  | Helena Walos              | 18   | 14 marca 1956    | Gałkówek           |
| 6.  | Helena Klata              | 24   | 29 lipca 1956    | Gałkówek           |
| 7.  | Maria Gałecka             | 87   | 14 września 1967 | Warszawa           |

- Źródło:[1].

## Książka
W 2023 r. Andrzej Gawliński przygotował książkę z cyklu true crime o sprawcy: Sadysta. Stanisława Modzelewski - morderca kobiet, Wydawnictwo Kryminalistyczne, Gdańsk 2023. To pierwsza kompleksowa publikacja analizująca modus operandi Wampira z Gałkówka.